# Alikovsky (huyện)
Huyện Alikovsky (tiếng Nga: ? райо́н) là một huyện hành chính tự quản (raion), của Chuvashia, Nga. Huyện có diện tích 554 kilômét vuông. Trung tâm của huyện đóng ở Alikovo.